# Горно (літературна група)

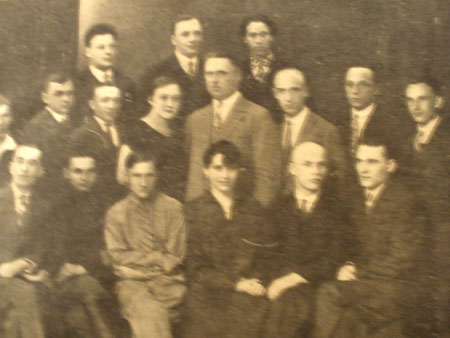
Мистецьке об'єднання «Горно» (1929—1932)

«Горно» — літературне об'єднання західноукраїнських письменників, які перебували на марксистській та радянофільській платформі. Засноване 12 травня 1929 року в Львові.

## Опис
«Горно» входило до Міжнародного об'єднання революційних письменників (МОРП, 1925–1935), що працювало під егідою Комінтерну. Припинило діяльність восени 1932 року через переслідування з боку польської влади. Згодом частина колишніх «горнівців» переглянула своє радянофільство (внаслідок голодомору, репресій тощо) і перейшла на позиції українського національно-демократичного табору, що засвідчила виданням у Львові альманаху «Поцейбіч» (1934).
Серед членів «Горна» найталановитішими були Василь Бобинський та Степан Тудор. Причому витончений естетизм Бобинського, що виробився під впливом французького символізму, не дуже в'язався з пролетарською тематикою, за що поет зазнавав ударів від радянських критиків, а Тудор у молодості зазнав впливу інтуїтивістської філософії А. Берґсона та літератури європейського модернізму, і цього не міг витравити його перехід на марксистські позиції. Загалом же роль цієї групи в літературному процесі галицького регіону в радянському літературознавстві непомірно перебільшувалася.

## Учасники
Провідні члени — В. Бобинський (1898–1938), А. Волощак (1890–1973), О. Гаврилюк (1911–1941), Я. Галан (1902–1949), П. Козланюк (1904–1965), Я. Кондра (1910–1944), Н. Матулівна (1902–1944), М. Сопілка (1897–1937), С. Тудор (1892–1941), Влас Мизинець (1907–1943) та ін.

## Друкований орган «Вікна»
Друкованим органом був журнал «Вікна», редакція котрого спочатку містилася в будинку по вул. Набєляка, 5, у 1927–1928 рр. — на вул. Міцкевича, 7 та вул. Коллонтая, 7, а з листопада 1930–1932 рр. — на вул. Магазиновій, 1. За радянських часів на фасаді будинку по вул. Листопадового чину, 7 була встановлена меморіальна таблиця, яка сповіщала про це. У 1990-х рр. таблицю було демонтовано.
Журнал «Вікна» виходив з 1927 до 1932 р. Навколо нього об'єдналися Олександр Гаврилюк, Ярослав Галан, Петро Козланюк, Ярослав Кондра, Степан Масляк, Мирослава Сопілка, Степан Тудор та ін. Журнал підготував скликання в травні 1929 р. першої наради пролетарських письменників Західної України, на якій було створено літературне об'єднання «Горно». В декларації цієї наради було сказано: «Стоїмо на ґрунті пролетарської ідеології, обоснованої Марксом і великими практиками сучасного послідовного марксівського пролетарського руху». З 1929 р. журнал став органом літературної організації «Горно».
Після переїзду В. Бобинського в радянську Україну головним редактором «Вікон» до закриття журналу польською владою у вересні 1932 р. був Степан Тудор. До здобутків часопису можна зарахувати те, що на його сторінках друкувалися твори українських письменників зі Східної України, Канади, США, переклади зі слов'янських (польської, російської, болгарської, чеської) та західноєвропейських літератур (німецької, французької). Підбиралися для публікації твори «пролетарської ідеології», але серед них траплялися зразки високої художньої вартості, приміром, В. Бобинський умістив низку своїх майстерних перекладів віршів французького поета Артюра Рембо, чеського Іржі Волькера тощо.